# 仙北信用組合
仙北信用組合（せんぽくしんようくみあい）は、宮城県栗原市築館に本店、同市若柳に本部を置く信用組合。

## 概要[2]
1955年（昭和30年）8月 設立。通称は「CommunityBank-せんぽく（コミュニティバンク－せんぽく）」である。
2011年（平成23年）3月11日に遡って気仙沼支店を中田支店(登米市)に、2019年（令和元年）11月15日、米山支店(登米市(ATMは存置))を迫支店(登米市)に統合した。2022年（令和4年）11月21日、本店(栗原市若柳地区(ATMは存置))を栗原市築館地区に移転し、築館支店とのブランチインブランチとした。さらに翌年8月には中田支店(ATMは存置)を迫支店内に、同年11月には栗駒支店(栗原市(ATMは存置))を本店内にそれぞれブランチインブランチ化した。このため移行後の実体店舗は、本店と迫支店の2箇所となった。なお、栗駒支店撤退後は、栗原市栗駒総合支所にて月・水・金曜日に簡易窓口を開設している。
ATMでは、しんくみ お得ねっと提携信用組合のカードによる出金は自組合扱いとなる。なお、セブン銀行ATM利用時の手数料は全時間帯、有料である(2019年4月1日から)。　

## ギャラリー

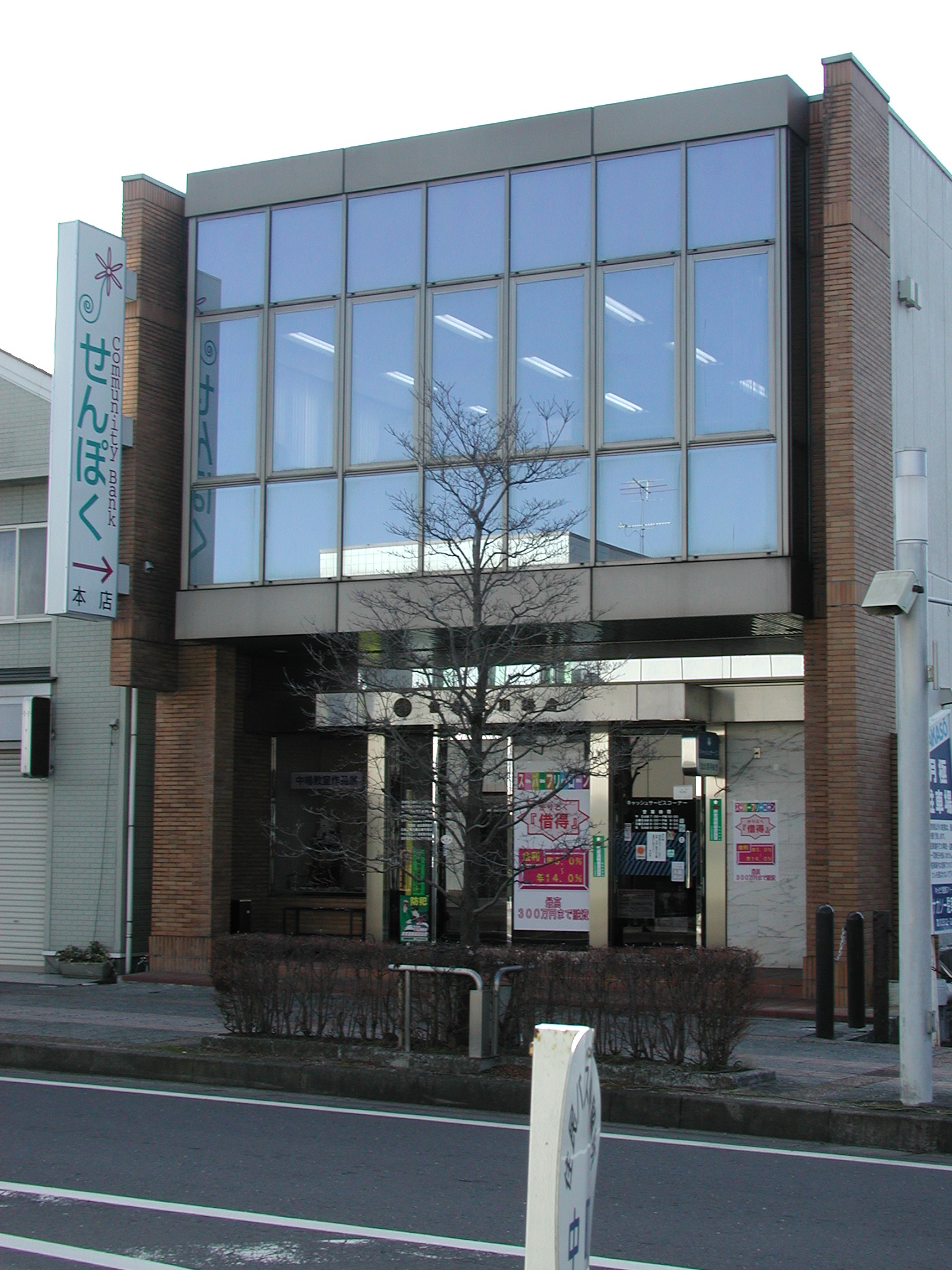
仙北信用組合本部・本店若柳出張所（本店旧店舗）

## 事業地域の変遷[2]
- 1955年8月6日 事業認可。鶯沢町、瀬峰町、築館町、若柳町、金成町、栗駒町、一迫町、高清水町、志波姫村(1965年1月1日志波姫町)、花山村(以上、現:栗原市)、石越村(1959年4月1日石越町、現:登米市)を事業地域とする。
- 1957年5月1日 事業地域に迫町、南方村(1964年4月1日南方町)(以上、現:登米市)を加える。
- 1959年5月1日 事業地域に中田町、登米町、東和町、豊里町、米山町(以上、現:登米市)を加える。
- 1965年4月1日 事業地域に気仙沼市、本吉町、唐桑町(以上、現:気仙沼市)を加える。
- 2006年9月5日 事業地域を栗原市、登米市、気仙沼市、本吉町に変更。
- 2012年7月31日 事業地域を栗原市、登米市、気仙沼市、南三陸町に変更。